# Caça de balenes a les illes Fèroe
El grindadráp, o simplement grind, és el nom que se li dona en feroès a la tradició cultural de la caça de cetacis a les illes Fèroe. La traducció literal de la paraula feroesa grindadráp és "matar balenes". Històricament, el grindadráp també es practicava a Terranova, Groenlàndia i altres arxipèlags de l'Atlàntic Nord com les Òrcades o les Shetland, tot i que avui en dia aquesta tradició només continua activa a l'arxipèlag feroès.
Cada any, alguns habitants de les illes cacen centenars de caps d'olla, dofins de flancs blancs i dofins mular que s'aventuren pels fiords de l'arxipèlag. Aquesta caça està regulada per les autoritats feroeses tot i que és controvertida a Europa, pel que fa a la seva ètica i, també, per la toxicitat de la carn de balena cap d'olla.

## Orígens

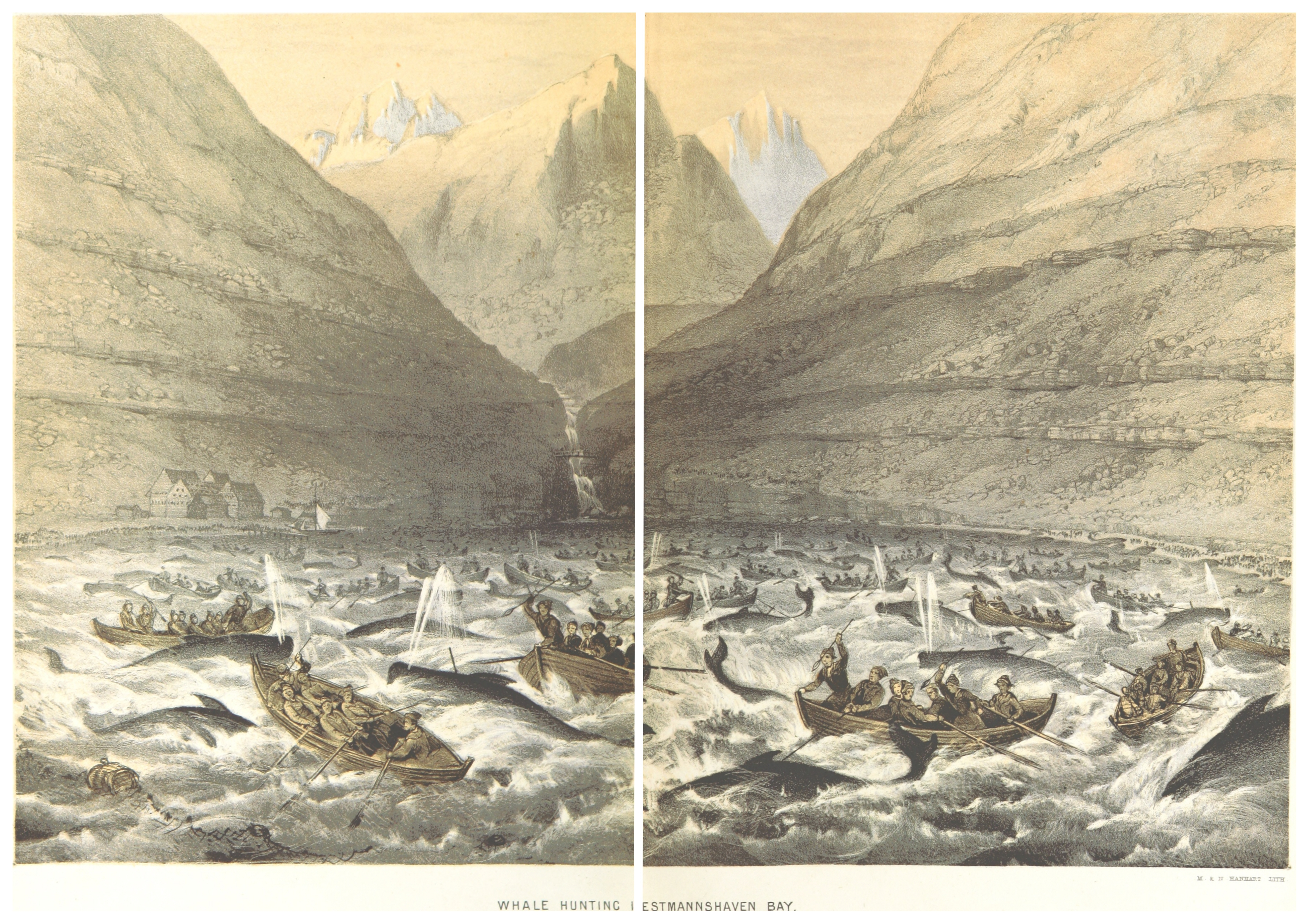
Gravat del 1855 de caça de balenes a les Fèroe.

Malgrat la primera notícia d'aquesta pràctica és del 1584, evidències arqueològiques del poblament nòrdic primerenc de les Illes Fèroe (de fa al voltant de 1200 anys) en forma d'ossos de caps d'olla trobats a les restes domèstiques de Gøta a Eysturoy, indiquen que aquest cetaci ha tingut un lloc central en la vida quotidiana dels illencs des de molt antic. Es creu que les primeres colònies escandinaves ja caçaven balenes per tal d'alimentar una població de l'arxipèlag completament aïllada de la resta del món.

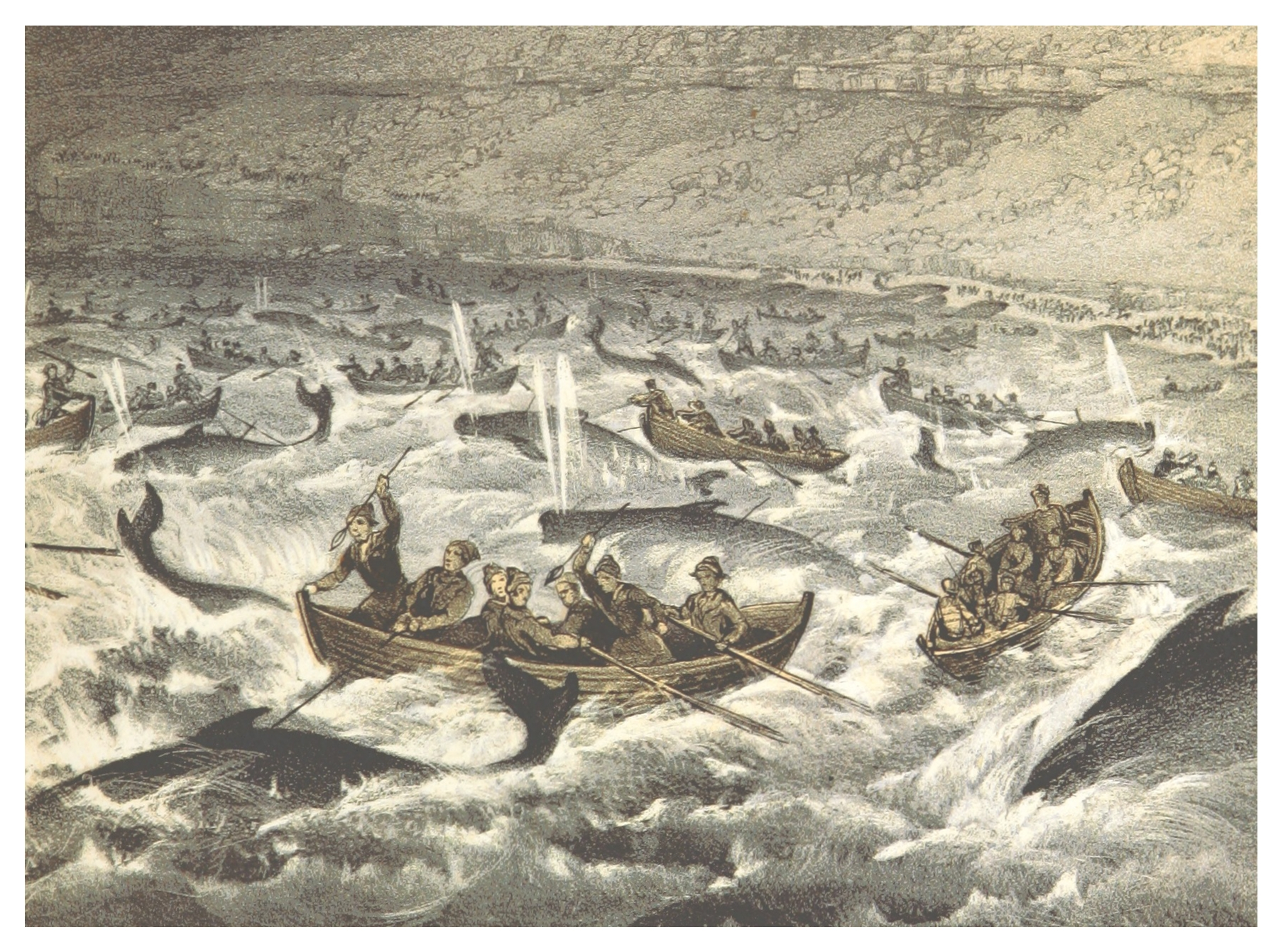
Imatge d'un llibre publicat el 1855, que descriu una caça de balenes a les Illes Fèroe.

La carta de les ovelles de 1298, inclou apartats que regulen els drets i accions sobre les balenes encallades i sobre les balenes conduïdes cap a terra. A causa d'un clima dur, la ramaderia i l'agricultura hi és de difícil desenvolupament i la carn de cap d'olla esdevenia una font d'aliments molt apreciada. El 1928, el Departament de Medicina i Salut Pública de les Illes Fèroe va considerar que el consum de dofins era gairebé l'única font de proteïna animal a les Illes Fèroe.
Cada any s'hi cacen prop de 1.000 dofins i caps d'olla. Aquesta caça s'esdevé principalment durant els mesos d'estiu, ja que l'arxipèlag es troba dins dels passadissos migratoris dels cetacis. L'aliment resultant d'aquesta activitat correspon al 30% del consum d'aliments feroès i una de les rares fonts de proteïnes animals que hi ha disponibles. El 1978, van morir algunes orques durant la pràctica del grind, tot i que no s'ha tornat a repetir des de llavors. Per contra, aquesta caça de vegades condueix a la matança d'espècies no autoritzades com el cap d'olla gris o espècies més rares encara com el zífid.
Tots els dofins es cacen amb el mateix mètode que els caps d'olla, a excepció de les marsopes que s'abaten amb un fusell de manera individual als fiords i fora de la pràctica del grind.

## La caça

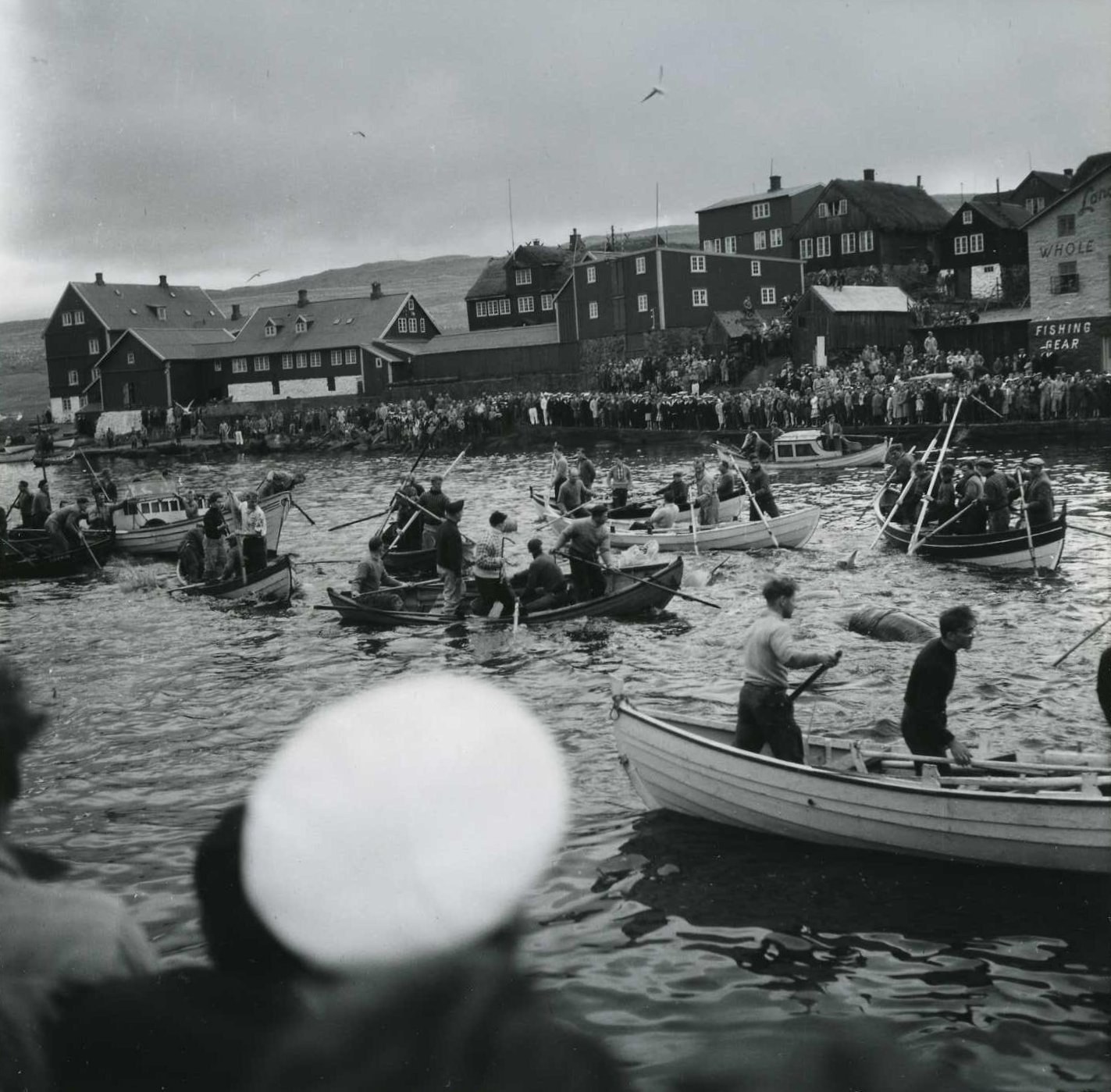
Grindadráp a Tórshavn el 1961.

Tradicionalment, la caça es desenvolupa en cinc etapes principals: localització (grindabođ), la caça (grindarakstur), la matança (grindadráp), el ball (grindadansur), que rarament té lloc en els nostres temps ja que tothom se'n va tan aviat com acaba l'esquarterament, i la distribució de la carn (grindabỷti).
El cap de la caça (grindaformenn) decideix qui pot participar en la matança dels cetacis (només homes). D'altra banda, per arrossegar els cetacis fins a la platja i esquarterar-los, hi pot participar qualsevol persona: homes, dones i, fins i tot nens.

### Localització
Antigament calia encendre un foc per indicar que s'havia detectat un grup de cetacis. La transmissió de la informació també es podria passar a través de corredors, remers o bé cridant. Avui en dia les coses s'han modernitzat ja que la detecció de les balenes cap d'olla i dels dofins la realitzen pescadors o els ferris que enllacen les illes de l'arxipèlag. Les tecnologies modernes han suplantat els mètodes tradicionals ja que faciliten molt la localització dels cetacis. Així doncs, l'ús de telèfons mòbils, sònars i VHF s'ha convertit en imprescindible.

### Caça

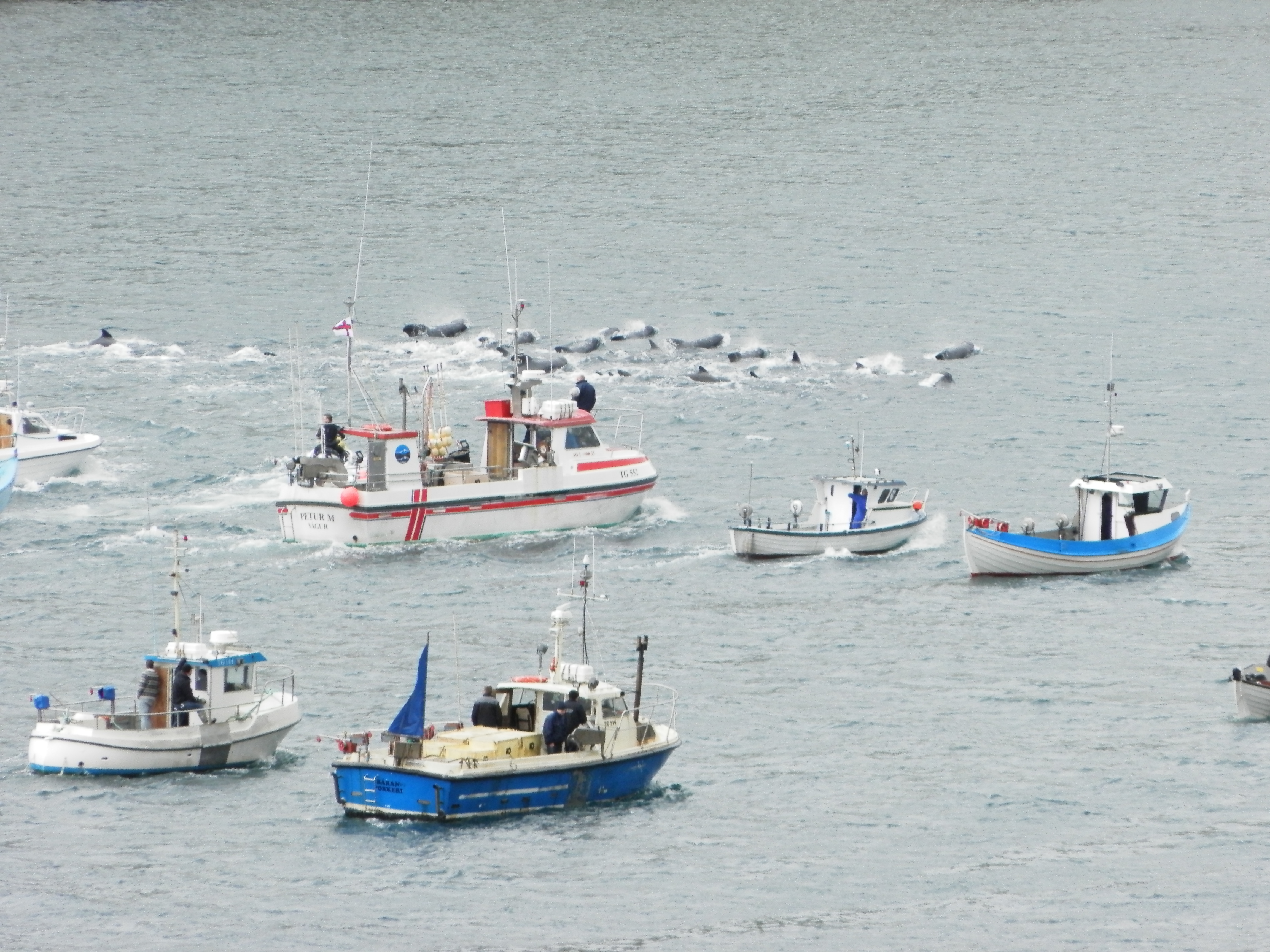
Moment en què els caçadors forcen als cetacis a arreplegar-se vers una platja.

Un cop detectat el grup de cetacis, els caçadors envolten primer els animals fent un gran semicercle de barques. A continuació, els vaixells van forçant lentament les balenes o dofins a dirigir-se vers una badia o el fons d'un fiord on hi hagi una platja autoritzada per a la matança. La guia dels animals es veu molt facilitada per l'hàbit de les balenes cap d'olla de seguir als vaixells nedant a la seva proa, d'aquí els ve nom de "balenes pilot" en algunes llengües.
Els indrets per a fer embarrancar als cetacis estan regulats, i la llei feroesa prohibeix fer embarrancar els animals en platges on les condicions no siguin adequades. Hi ha 23 llocs permesos que compleixen els criteris per a caçar balenes i dofins; aquests llocs presenten les característiques de pendent suau o absència d'aigua profunda: Bøur, Fámjin, Fuglafjørður, Húsavík, Hvalba (i Nes-Hvalba), Hvalvík, Hvannasund, Klaksvík, Leynar, Miðvágur, Norðagøta, Norðskáli, Sandur, Syðrugøta, Tjørnuvík, Tórshavn, Tvøroyri, Vágur, Vestmanna, Viðvík i Øravík.

### Matança

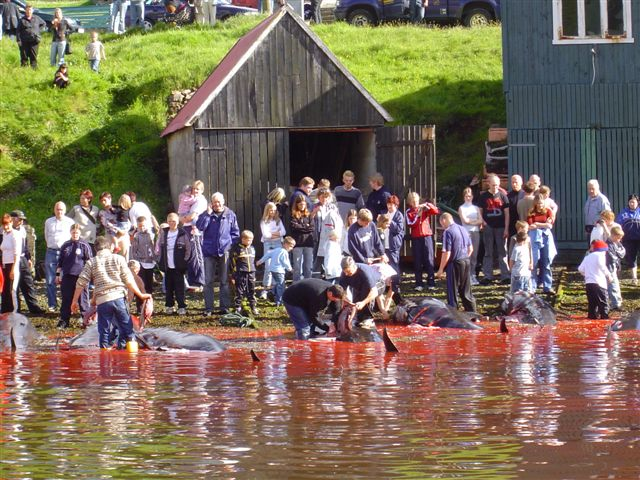
Moment del sacrifici dels animals a Vágur.

Un cop el grup de cetacis queda atrapat en una badia, s'arrossega els individus fins a la riba amb ganxos (blásturkrókur) inserits al respirador de l'animal i se sacrifiquen amb uns ganivets tradicionals (grindaknívur). Maten a tots els individus del grup capturat sense excepció, inclosos els exemplars joves o les femelles embarassades. La matança es considera ràpida, tot i que calen uns quants minuts per a tallar la columna vertebral del cetaci, sobretot al final del grind, que de vegades dura vàries hores.
Observadors de l'autoritat de protecció mediambiental de Londres han informat que l'agonia de l'animal dura un quart d'hora entre el primer cop fins a la seva mort, que a vegades completa un veterinari. També han denunciat els crits que fan els dofins durant la matança.

## Regulació

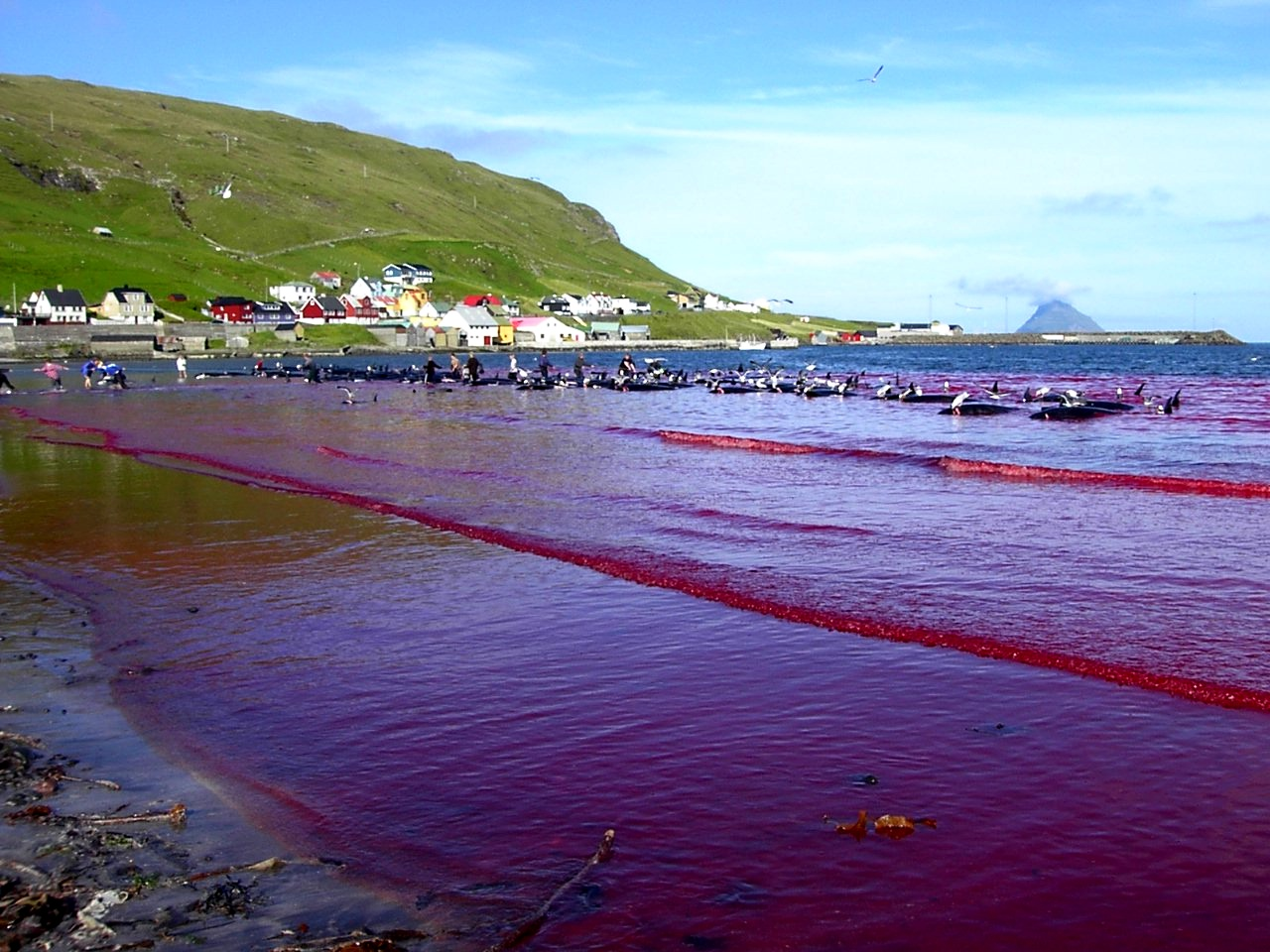
La platja de Hvalba durant un grindadráp.

A principis del segle xx, les propostes per a la regulació de la caça de balenes van començar a arribar a l'assemblea feroesa. El 4 de juny de 1907, el governador danès (en feroès amtmaður), així com el sysselmann (xèrif), van enviar el primer esborrany de les regulacions per a la caça al departament d'Hisenda a Copenhaguen. En els anys següents es van debatre diversos esborranys i, finalment, el 1932 es van introduir les primeres normes de caça de balenes per a les Illes Fèroe. Com a part de la llei d'autogovern de 1948, les normes i reglaments que regulen la pesca i caça (com ara la caça de balenes) a partir d'aquell moment van passar a estar gestionades pel Parlament feroès. Des de llavors, tots els detalls de la caça de balenes cap d'olla han estat definits amb cura a la normativa. Això significa que el grindadráp, que abans s'havia basat en gran part en la tradició, es va convertir en una part integrada de l'estructura legal de la societat. A la normativa, hom ha institucionalitzat velles costums i ha afegit noves ordenances quan aquests antics costums s'han mostrat insuficients o inadequats.

### Districtes
Des de 1832, les Illes Fèroe han estat dividides en diversos districtes baleners, tot i que hi ha raons per a creure que aquests districtes ja existien d'alguna forma abans d'aquesta data. Aquests districtes baleners són la base per a la distribució de la carn i el greix de les balenes cap d'olla capturades. La captura es distribueix de manera que a tots els residents de la zona balenera se’ls dona la mateixa quantitat de la captura, independentment de si han participat o no a la caça.

### Supervisió
Abans de la promulgació de l'autogovern el 1948, el governador danès tenia la màxima responsabilitat de supervisar la caça de cetacis. Avui, la supervisió és responsabilitat del govern feroès. El govern té l'obligació de vetllar que es respectin les regulacions de la caça de balenes i els seus preparatius. A la pràctica, això vol dir que és el representant legislatiu local qui exerceix el màxim comandament en la caça de balenes. És responsabilitat seva supervisar la caça i distribuir-ne la captura.

## Controvèrsia

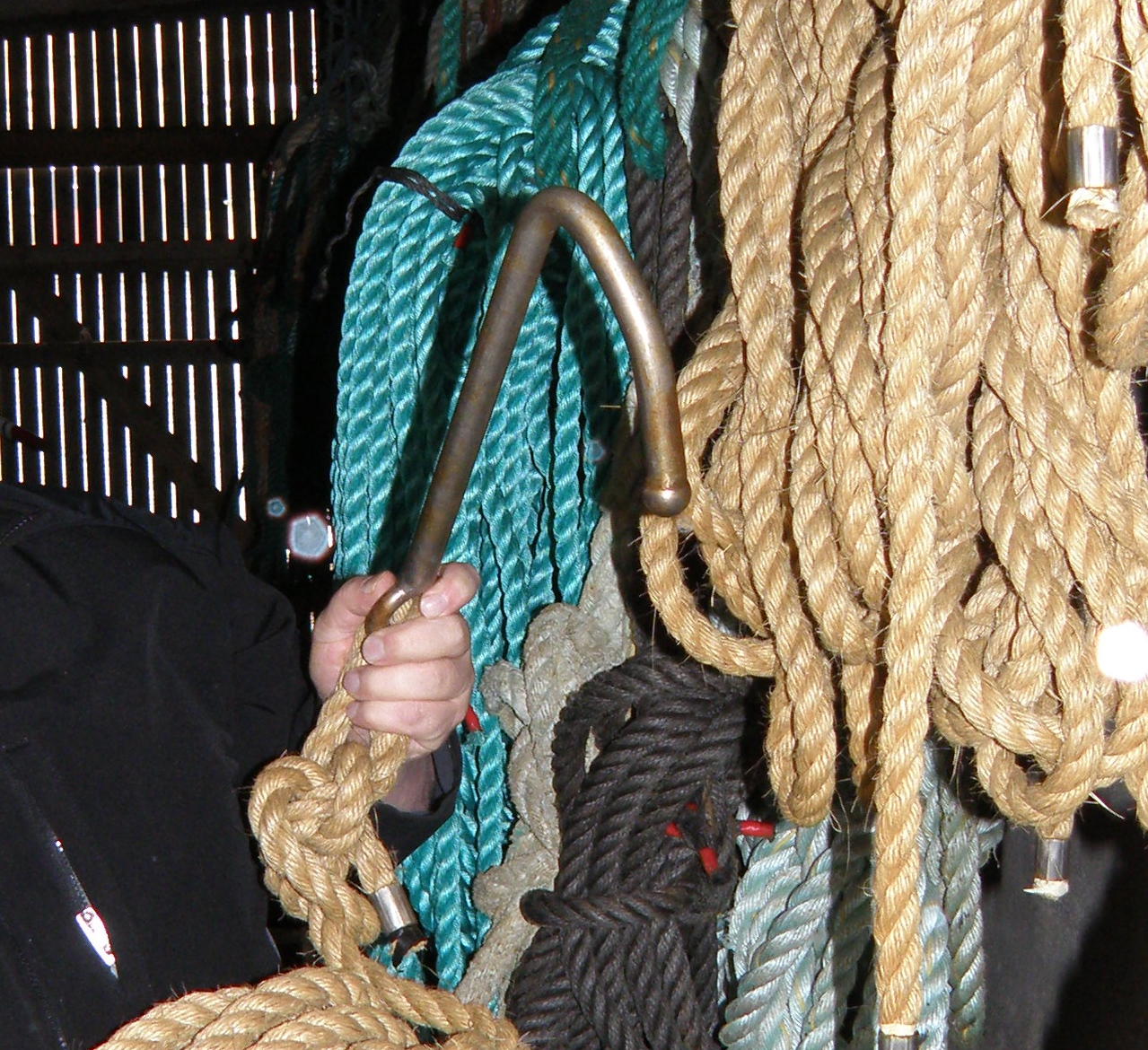
Blásturongul amb corda. Es pot utilitzar, si cal, col·locant-lo als orificis de la balenes per arrossegar-les més amunt a la platja.

Tant les lleis feroeses com les lleis internacionals permeten la pràctica del grindadráp. Tanmateix diversos grups internacionals de protecció animal s'oposen a aquesta pràctica. Els defensors de la pràctica del grindadráp ofereixen diversos arguments. L'acció es descriu com a fonamental per a la cultura feroesa que, a més, proporciona aliments d'alta qualitat que corregeixen la incapacitat de les illes per a desenvolupar una agricultura diversificada i àmplia. També argumenten que el nombre de balenes caçades no perjudica la població general de balenes caps d'olla. La seva caça no és comercial i això es demostra amb el fet que la seva carn es distribueix comunitàriament i serveix d'aliment per a les llars locals. Tot i així, la carn de balena es pot vendre als restaurants. Per la seva banda, la caça de poblacions de dofins de l'Atlàntic Nord, a raó del 0,1% anual, és sostenible per a l'espècie. A més, els defensors assenyalen la llei feroesa que prohibeix causar danys innecessaris a un animal i que s'ha demostrat que el mètode actual (llança espinal i ganxo esmús) provoca generalment la mort immediata de l'animal en un segon o poc més d'un segon.
Els opositors a aquesta pràctica sovint citen els seus mètodes, que inclouen ganivets, ganxos i la persecució de les balenes per part de les barques a motor, com a inherentment cruels amb uns animals socials capaços de comunicar-se dins de la seva espècie. Els opositors assenyalen, a més, que la majoria dels individus no triguen uns minuts a morir, tal com sovint han citat les fonts oficials feroeses.

### Toxicitat de la carn

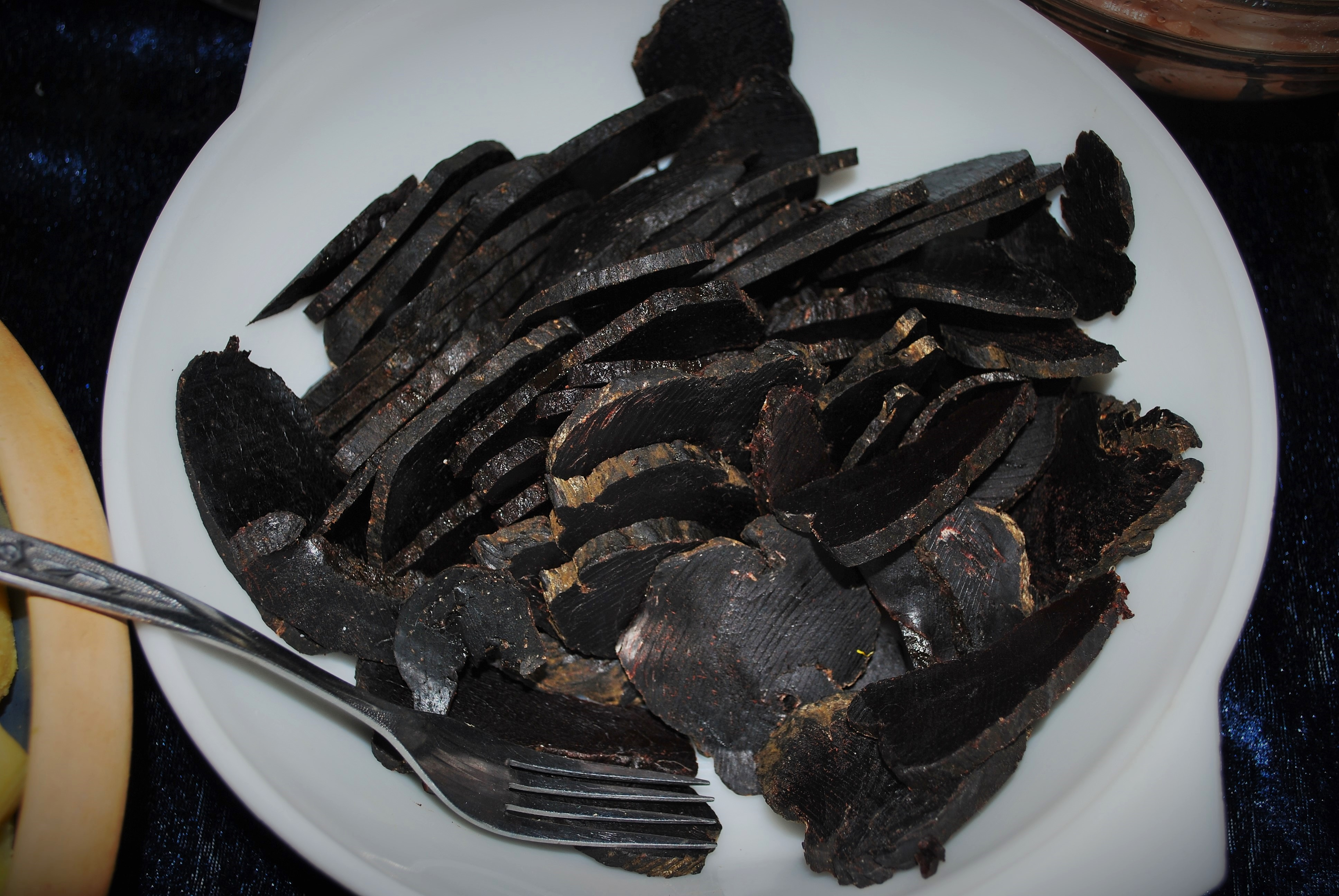
Tvøst, plat tradicional feroès format per carn de balena cap d'olla seca.

A l'Atlàntic Nord, la balena cap d'olla es troba a la part superior de la cadena alimentària i, per tant, emmagatzema molts contaminants i metalls pesants al seu cos. Els greixos, músculs i òrgans d'aquests cetacis tenen nivells molt elevats de mercuri, seleni, cadmi i PCB. Segons un informe de l'Autoritat Europea de Seguretat Alimentària del 20 de febrer de 2008, «el sistema nerviós és el lloc principal de toxicitat en animals i humans. El novembre de 2008, els directors mèdics de les Illes Fèroe van recomanar que les balenes cap d'olla deixessin de considerar-se aptes per al consum humà a causa del nivell de mercuri i pesticides a la carn d'aquests animals, especialment per als nens i dones embarassades. Finalment, el 2011, les autoritats veterinàries feroeses van recomanar als residents limitar el consum de carn i greixos de cetacis a un àpat al mes».

S'han observat efectes sobre el desenvolupament neurològic en nens de l'arxipèlag, les mares dels quals havien estat exposades a contaminació oral de metilmercuri. S'han observat dèficits de concentració, memòria i llenguatge en nens de fins als 7 anys. El 1989, el 1999, el 2008 i el 2011, després que les autoritats feroeses emetessin recomanacions per limitar el consum de carn de cap d'olla, els metges van observar una caiguda dels nivells de mercuri a la sang dels feroesos adults, però els nivells de PCB, un contaminant molt persistent, s'havien estancat. Així, part de la població feroesa pateix trastorns nerviosos. Això es pot manifestar en adults per deteriorades funcions visuals, somatosensorials i motrius, però els estudis realitzats sobre la població no mostren un dèficit neurològic greu en nens de 0 a 14 anys. D'altra banda, es va poder observar una disminució del rendiment de les proves neuropsicològiques i del rendiment escolar vinculat a les concentracions de mercuri. És difícil de valorar la reversibilitat perquè els efectes de l'exposició prenatal al mercuri encara són visibles als 14 anys.

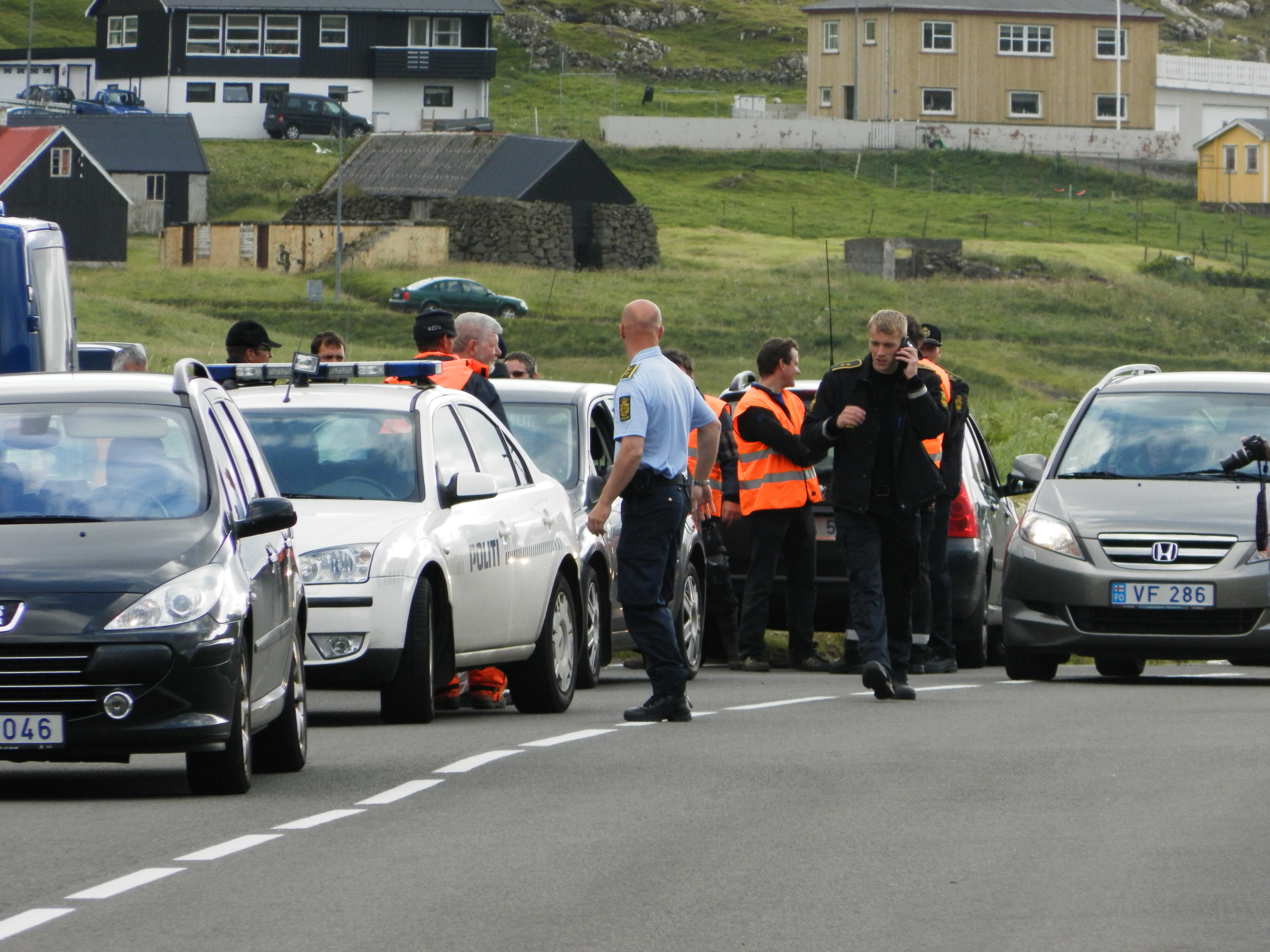
La policia feroesa i danesa a Hvalba l'agost de 2014 controlant perquè manifestants estrangers no entrin a la platja durant una grindadráp planejat, que finalment no es va fer.

## Campanyes en contra
L'any 2010 l'etnocetòleg, realitzador, fotògraf i escriptor francès François-Xavier Pelletier va fer pública l'existència de fosses comunes de cetacis subaquàtiques en el seu documental Féroé lʼarchipel blessé. En aquest reportatge demostrava que la carn de balena cap d'olla gairebé no es consumeix.
Els mesos de juliol i agost de 2011, l'associació ecologista Sea Shepherd Conservation Society va dur a terme una campanya d'acció contra el grind. Tot i que aquests dos mesos són generalment els que més es caça de l'any (700 cetacis havien mort l'any anterior), els caçadors no van poder matar cap dofí a causa de les accions d'aquests activistes. El 2014, Sea Shepherd va reactivar la seva operació de protesta contra aquesta tradició i van aconseguir que durant la temporada només morissin 53 balenes cap d'olla i 5 balenes zífids quan l'any anterior havien mort més de 1.500 cetacis. La mateixa associació va denunciar que el 12 de setembre de 2021 hi havia hagut la major matança mai registrada en un grindadráp, amb el sacrifici d'un total de 1428 dofins de flancs blancs.